# 섭장군
섭장군(攝將軍)은 고려시대 장군위 중 하나이다. 대표적으로 최충헌이 이 직위에 임명되었었다.

## 섭장군에 임명된 인물
- 최충헌
- 박온